# Nazim Babayev
Pour les articles homonymes, voir Babayev.
Nazim Babayev (né le 8 octobre 1997 à Bakou) est un athlète azéri, spécialiste du triple saut.

## Biographie
Après avoir remporté la médaille de bronze aux Jeux olympiques de la jeunesse, il porte son record à 16,61 m le 23 mai 2015 à Bakou, puis à 17,04 m lors des Championnats d'Europe juniors d'Eskilstuna, record des championnats.
Le 19 mars 2016, Babayev termine 8e aux championnats du monde en salle de Portland avec un saut à 16,43 m.
Le 17 mai 2017, il porte son record personnel à 17,15 m à Bakou, en remportant les Jeux de la solidarité islamique. Le 16 juillet, il ajoute à son titre européen junior le titre continental espoir en s'imposant aux Championnats d'Europe espoirs avec 17,18 m, record personnel.
Le 25 août 2017, il décroche la médaille d'or de l'Universiade à Taipei avec 17,01 m. Le 10 juillet 2019, il réitère son titre à l'Universiade de Naples avec 16,89 m, devant les Brésiliens Mateus de Sá (16,57 m) et Alexsandro de Melo (16,57 m).

## Palmarès
| Date | Compétition                             | Lieu                               | Résultat | Marque  |
| ---- | --------------------------------------- | ---------------------------------- | -------- | ------- |
| 2013 | Festival olympique de la jeunesse euro. | Utrecht                            | 1er      | 15,53 m |
| 2014 | Jeux olympiques de la jeunesse          | Nankin                             | 3e       | 15,96 m |
| 2015 | Jeux européens                          | Bakou                              | 1er      | 16,38 m |
| 2015 | Championnats d'Europe juniors           | Eskilstuna                         | 1er      | 17,04 m |
| 2016 | Championnats du monde en salle          | Portland                           | 8e       | 16,43 m |
| 2017 | Jeux de la solidarité islamique         | Bakou                              | 1er      | 17,15 m |
| 2017 | Championnats d'Europe espoirs           | Bydgoszcz                          | 1er      | 17,18 m |
| 2017 | Universiade                             | Taipei                             | 1er      | 17,01 m |
| 2018 | Championnats d'Europe                   | Berlin                             | 4e       | 16,76 m |
| 2019 | Championnats des Balkans en salle       | Istanbul                           | 2e       | 16,68 m |
| 2019 | Championnats d'Europe en salle          | Glasgow                            | 1er      | 17,29 m |
| 2019 | Universiade                             | Naples                             | 1er      | 16,89 m |
| 2019 | Championnats d'Europe espoirs           | Gävle                              | 2e       | 17,03 m |
| 2020 | Circuit mondial en salle de l'IAAF      | Circuit mondial en salle de l'IAAF | 3e       | détails |
| 2022 | Championnats du monde en salle          | Belgrade                           | 8e       | 16,55 m |

## Records
| Épreuve     | Épreuve   | Marque  | Lieu      | Date            |
| ----------- | --------- | ------- | --------- | --------------- |
| Triple saut | Plein air | 17,18 m | Bydgoszcz | 16 juillet 2017 |
| Triple saut | En salle  | 17,29 m | Glasgow   | 3 mars 2019     |